# Église Saint-Denis-Saint-Nicolas de Tramezaïgues
L'église Saint-Denis-Saint-Nicolas de Tramezaïgues est une église catholique du XIe siècle située à Tramezaïgues dans le département français des Hautes-Pyrénées en France.

## Localisation
L'église Saint-Denis-Saint-Nicolas, est située au nord du village, sur un promontoire.

## Historique
Un premier sanctuaire est attesté au XVIe siècle.

La chapelle nord et la sacristie sont du XIIe siècle et la chapelle sud est construite en 1857.

## Architecture
L'église est bâtie suivant un plan en croix latine, la nef prolongé par une abside semi-circulaire avec un clocher-mur à trois baies.

À l'intérieur, le maître-autel est orné d'un retable et d'un tabernacle baroque réalisé en 1673

## Galerie de photos

Sélection de vues diverses
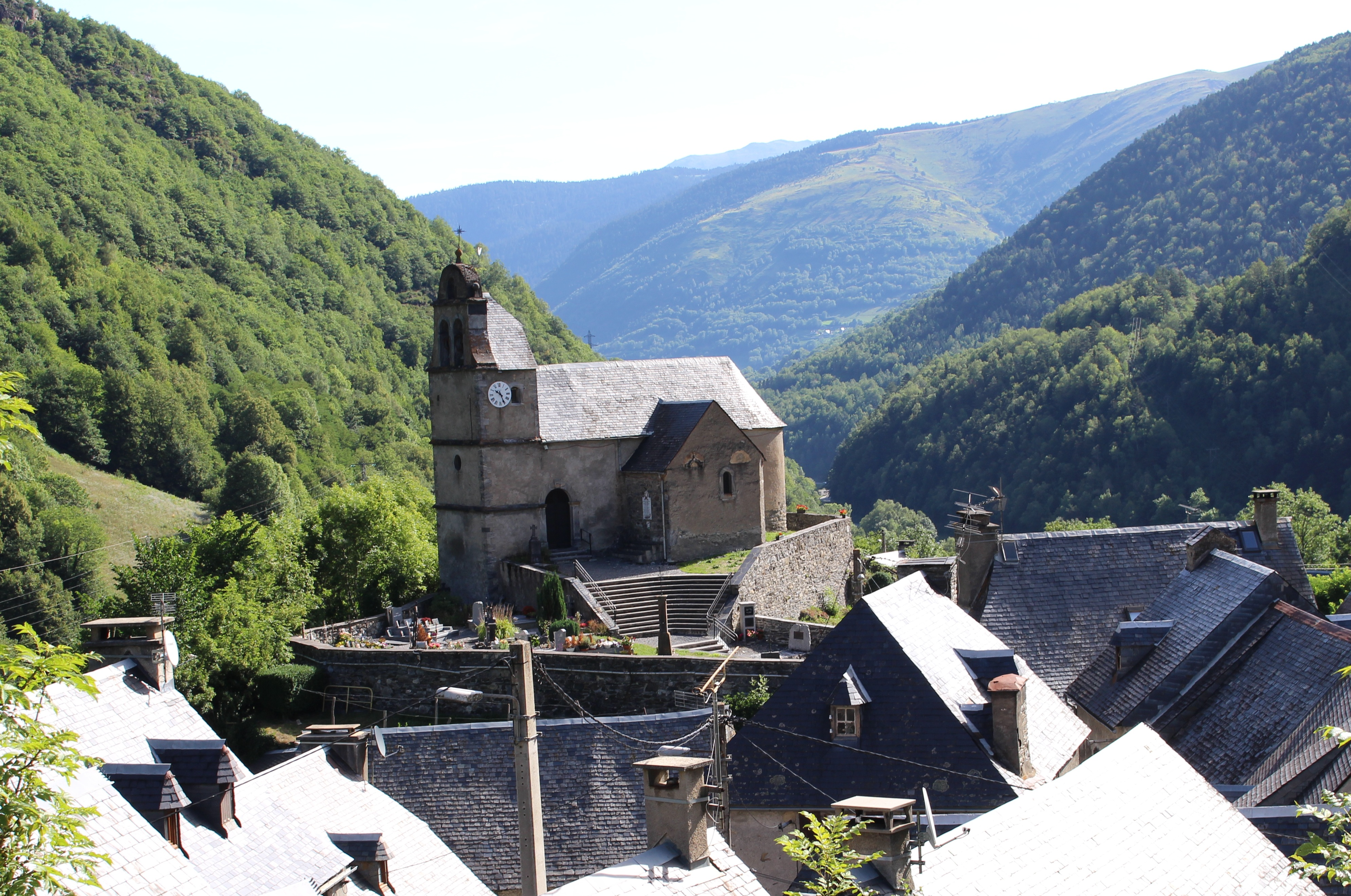
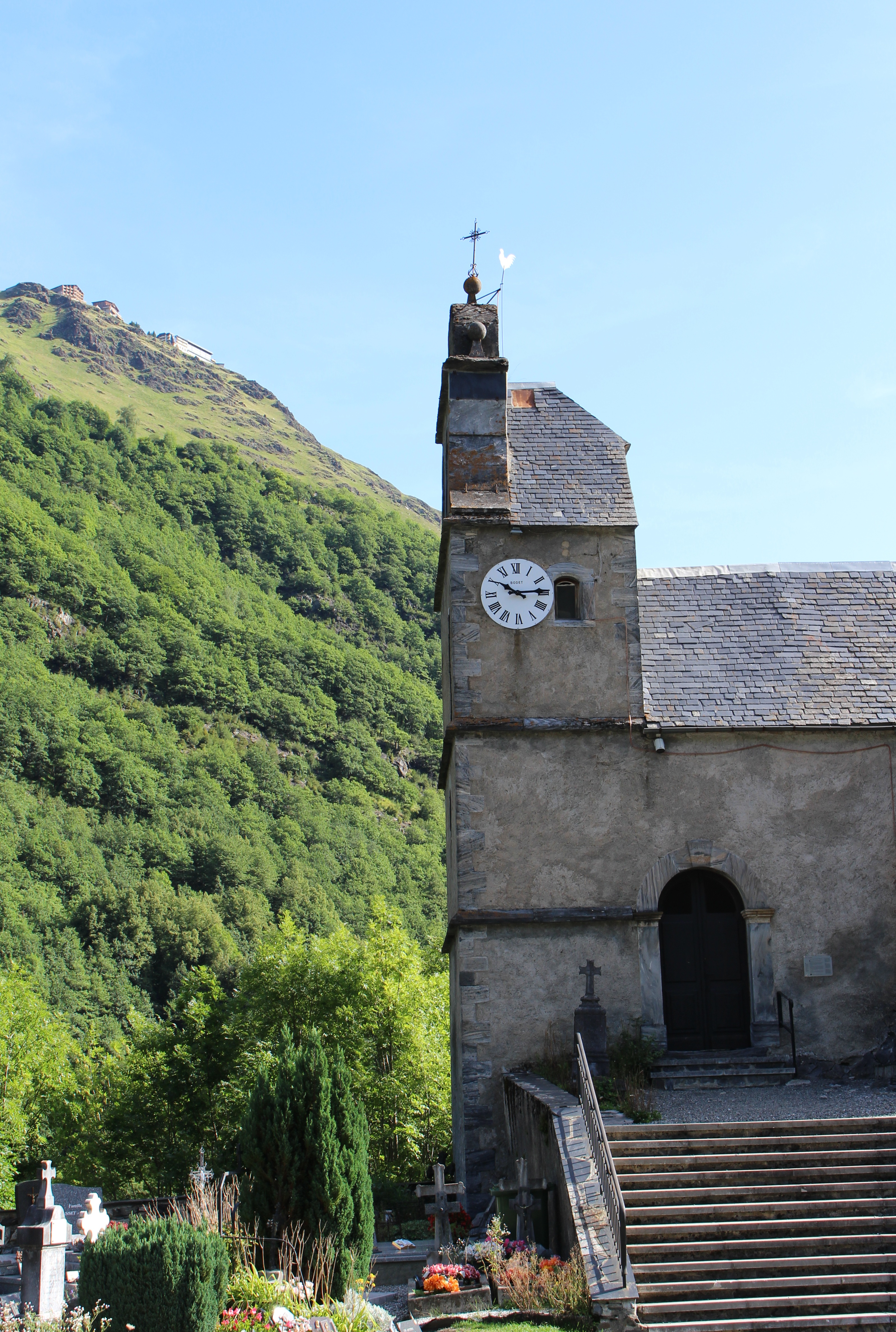